# شرح السنة للمزني
شرح السنة للمزني أحد كتب السنة والعقيدة ألفه إسماعيل بن يحيى المزني (ت: 264 هـ)، بين المؤلف في كتابه بيان طريقة أهل السنة والجماعة في الأسماء والصفات، عبادة الله عز وجل، حق الرسول صلى الله عليه وسلم، حق الصحابة رضي الله عنهم، حق الأولياء والأئمة، إصلاح المجتمع، البعث والنشور، طاعة ولي الأمر، الإمساك عن تكفير أهل القبلة.
يقول إسماعيل بن يحيى المزني في مقدمة كتابه :
| شرح السنة للمزني | فإنك سالتني أن أوضح لك من السنة أمرا تصبر نفسك على التمسك به وادرأ به عنك شبه الأقاويل وزيغ محدثات الأقاويل، وقد شرحت لك منهجًا موضحًا لم آل نفسي وإياك فيه نصحًا، بدأت فيه بحمد الله ذي الرشد والتسديد. | شرح السنة للمزني |